# Clutia marginata
Clutia marginata là một loài thực vật có hoa trong họ Peraceae. Loài này được E.Mey. ex Sond. mô tả khoa học đầu tiên năm 1850.